# شيموس مالين
شيموس مالين (بالإنجليزية: Seamus Malin)‏ هو صحفي ولاعب كرة قدم أيرلندي، ولد في 3 سبتمبر 1940.